# Abel Albert
Pour les articles homonymes, voir Albert.

a Compétitions nationales et continentales officielles uniquement.

b Matchs officiels uniquement.
Abel Albert, né le 31 janvier 1873 à Paris et mort le 27 septembre 1919 dans la même ville,, est un joueur français de rugby à XV évoluant au poste de demi d'ouverture.

## Biographie
Albert est sacré champion olympique de rugby aux Jeux olympiques d'été de 1900 à Paris.
Le 14 octobre 1900, il marque en seconde mi-temps le premier essai (s'ensuivront cinq autres, le dernier à l'actif de Frantz Reichel) de la victoire face aux Allemands de Francfort.
En club, et contrairement à l'essentiel de la sélection olympique qui jouait au Stade français, Albert jouait au Cosmopolitan.

## Palmarès
- Champion olympique de rugby à XV en 1900.